# 福雷圣于连
福雷圣于连（法語：Forest-Saint-Julien，法語發音：[fɔʁɛ sɛ̃ ʒyljɛ̃]）是法国上阿尔卑斯省的一个市镇，属于加普区。

## 地理
福雷圣于连（44°38'2"N, 6°8'8"E）面积6.95 平方千米，位于法国普罗旺斯-阿尔卑斯-蓝色海岸大区上阿尔卑斯省，该省份为法国东南部内陆省份，北起萨瓦省，西北接伊泽尔省，西南接德龙省，南至上普罗旺斯阿尔卑斯省，东北部与意大利接壤。
与福雷圣于连接壤的市镇（或旧市镇、城区）包括：昂塞勒、比萨尔、沙博特、加普、拉罗谢特、尚普索地区圣瑞利安、圣洛朗迪克罗。

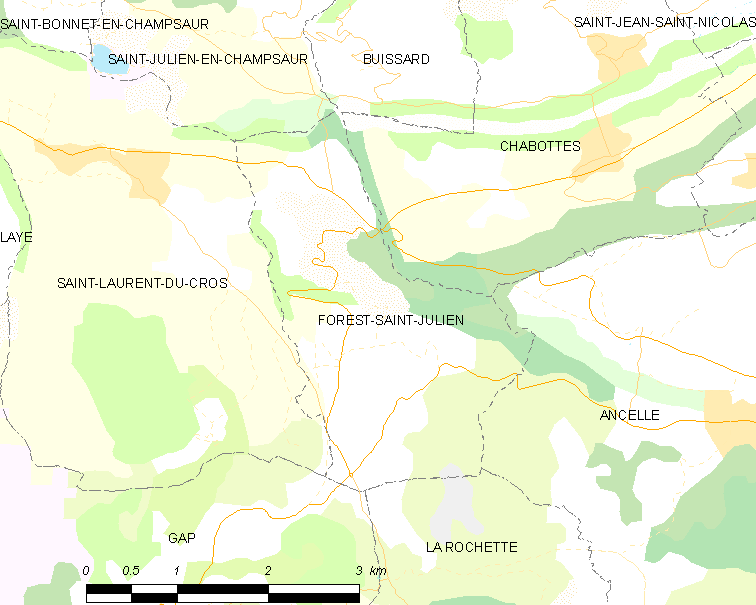
福雷圣于连的OSM定位图

福雷圣于连的时区为UTC+01:00、UTC+02:00（夏令时）。

## 行政
福雷圣于连的邮政编码为05260，INSEE市镇编码为05056。

## 政治
福雷圣于连所属的省级选区为圣博内昂尚索尔县。

## 人口

1962-2008年间福雷圣于连人口变化图示

福雷圣于连于2022年1月1日时的人口数量为344人。